# Lobos sucios
Lobos sucios es una película de 2016 dirigida por Simón Casal. Hace una interpretación libre de los hechos que ocurrieron en dos municipios de la provincia de Orense durante los años de la Segunda Guerra Mundial.

## Argumento
Manuela (interpretada por Marian Álvarez), una minera que sufre el rechazo de los demás por ser medio bruja, decide robar a los nazis para tratar de curar a su hija enferma. En esta aventura, cuenta con la ayuda de Candela (interpretada por Manuela Vellés), su hermana pequeña. Lo que se pretende es mostrar cómo dos mineras gallegas pudieron cambiar el curso de la historia durante la Segunda Guerra Mundial (1939-1945).
La película hace una interpretación libre de dos hechos que tuvieron lugar en la Galicia de aquella época: Las minas de Wolframio que se encontraban en la parroquia orensana de Casayo y la historia de las hermanas Touza de Ribadavia, quienes habían salvado a cientos de judíos.

## Lista referencias
1. ↑  Casaio: Los secretos de la mina de wolframio que una empresa nazi dirigía en Galicia
2. ↑  Hermanas Touza: las tres gallegas que salvaron a cientos de judíos de los nazis

- Datos: Q25512118